# Louis Biesbrouck
Louis ("Loek") Biesbrouck (Haarlem, 20 februari 1921 – Heemstede, 20 december 2005) was een Nederlands voetballer en international.

## Loopbaan
Vanaf zijn tiende levensjaar speelde Biesbrouck al bij de Racing Club Haarlem (RCH), waar hij op zeventienjarige leeftijd debuteerde in het eerste elftal. Hij zou het liefst 21 jaar lang volhouden in dat eerste elftal. In 1953 werd hij met RCH kampioen van Nederland. Van 1950 tot 1954 speelde hij negentien keer in het Nederlands elftal, waarvan twaalf keer als aanvoerder. Loek Biesbrouck was er ook bij toen het Nederlands elftal deelnam aan de Olympische Spelen in Helsinki (1952). Het Nederlands elftal eindigde op een 17e plaats overall.

Louis Biesbrouck (rechts) in 1960, afgebeeld met zijn zoon.

Biesbrouck speelde zijn volledige carrière bij RCH. Zijn ongekende tweebenigheid was zijn handelsmerk. In de jaren 40 speelde Biesbrouck samen in de voorhoede met Wim Hanse, die na een ziektediagnose in 1949 net na de promotie van RCH naar de Eerste Klasse zijn voetbalcarrière vroegtijdig moest beëindigen. Het hoogtepunt was het landskampioenschap in 1953. RCH eindigde in de kampioenscompetitie samen met Eindhoven aan kop en won de beslissingswedstrijd met 2-1.
Alhoewel er diverse aanbiedingen kwamen van buitenlandse clubs bleef hij liever amateur. Als je betaald voetbal speelt ben je geen sportman meer, maar een slaaf, aldus Biesbrouck destijds.
Tot in zijn zestigste bleef hij voetballen bij RCH en de laatste jaren was hij erelid van die voetbalclub.

## Carrièrestatistieken
| Seizoen         | Club            | Land            | Competitie       | Competitie | Competitie | Beker | Beker | Internationaal | Internationaal | Overig | Overig | Totaal | Totaal |
| Seizoen         | Club            | Land            | Competitie       | Wed.       | Dlp.       | Wed.  | Dlp.  | Wed.           | Dlp.           | Wed.   | Dlp.   | Wed.   | Dlp.   |
| --------------- | --------------- | --------------- | ---------------- | ---------- | ---------- | ----- | ----- | -------------- | -------------- | ------ | ------ | ------ | ------ |
| 1955/56         | RCH             | Nederland       | Eerste klasse A  | –          | 5          | –     | –     | 0              | 0              | –      | 3      | –      | 8      |
| 1956/57         | RCH             | Nederland       | Eerste divisie B | –          | 6          | –     | 0     | 0              | 0              | 0      | 0      | –      | 6      |
| 1957/58         | RCH             | Nederland       | Eerste divisie B | –          | 3          | –     | 0     | 0              | 0              | 0      | 0      | –      | 3      |
| 1958/59         | RCH             | Nederland       | Eerste divisie B | –          | 1          | –     | 2     | 0              | 0              | 0      | 0      | –      | 3      |
| 1959/60         | RCH             | Nederland       | Eerste divisie B | –          | 0          | –     | –     | 0              | 0              | 0      | 0      | –      | 0      |
| Carrière totaal | Carrière totaal | Carrière totaal | Carrière totaal  | –          | 15         | –     | 2     | 0              | 0              | –      | 3      | –      | 20     |

## Interlandcarrière
| Interlands van Louis Biesbrouck voor Nederland | Interlands van Louis Biesbrouck voor Nederland | Interlands van Louis Biesbrouck voor Nederland | Interlands van Louis Biesbrouck voor Nederland | Interlands van Louis Biesbrouck voor Nederland | Interlands van Louis Biesbrouck voor Nederland |
| №                                              | Datum                                          | Wedstrijd                                      | Uitslag                                        | Soort Wedstrijd                                | Doelpunten                                     |
| Als speler bij RCH                             | Als speler bij RCH                             | Als speler bij RCH                             | Als speler bij RCH                             | Als speler bij RCH                             | Als speler bij RCH                             |
| ---------------------------------------------- | ---------------------------------------------- | ---------------------------------------------- | ---------------------------------------------- | ---------------------------------------------- | ---------------------------------------------- |
| 1.                                             | 10 december 1950                               | Frankrijk – Nederland                          | 5 – 2                                          | Vriendschappelijk                              | 0                                              |
| 2.                                             | 15 april 1951                                  | Nederland – België                             | 5 – 4                                          | Vriendschappelijk                              | 0                                              |
| 3.                                             | 6 juni 1951                                    | Nederland – Noorwegen                          | 2 – 3                                          | Vriendschappelijk                              | 0                                              |
| 4.                                             | 27 oktober 1951                                | Nederland – Finland                            | 4 – 4                                          | Vriendschappelijk                              | 0                                              |
| 5.                                             | 25 november 1951                               | Nederland – België                             | 6 – 7                                          | Vriendschappelijk                              | 0                                              |
| 6.                                             | 6 april 1952                                   | België – Nederland                             | 4 – 2                                          | Vriendschappelijk                              | 0                                              |
| 7.                                             | 14 mei 1952                                    | Zweden – Nederland                             | 0 – 0                                          | Vriendschappelijk                              | 0                                              |
| 8.                                             | 16 juli 1952                                   | Nederland – Brazilië                           | 1 – 5                                          | Olympische spelen                              | 0                                              |
| 9.                                             | 21 september 1952                              | Denemarken – Nederland                         | 3 – 2                                          | Vriendschappelijk                              | 0                                              |
| 10.                                            | 19 oktober 1952                                | België – Nederland                             | 2 – 1                                          | Vriendschappelijk                              | 0                                              |
| 11.                                            | 15 november 1952                               | Engeland – Nederland                           | 2 – 2                                          | Vriendschappelijk                              | 0                                              |
| 12.                                            | 7 maart 1953                                   | Nederland – Denemarken                         | 1 – 2                                          | Vriendschappelijk                              | 0                                              |
| 13.                                            | 19 april 1953                                  | Nederland – België                             | 0 – 2                                          | Vriendschappelijk                              | 0                                              |
| 14.                                            | 27 september 1953                              | Noorwegen – Nederland                          | 4 – 0                                          | Vriendschappelijk                              | 0                                              |
| 15.                                            | 25 oktober 1953                                | Nederland – België                             | 1 – 0                                          | Vriendschappelijk                              | 0                                              |
| 16.                                            | 7 maart 1954                                   | Nederland – Engeland                           | 1 – 0                                          | Vriendschappelijk                              | 0                                              |
| 17.                                            | 4 april 1954                                   | België – Nederland                             | 4 – 0                                          | Vriendschappelijk                              | 0                                              |
| 18.                                            | 19 mei 1954                                    | Zweden – Nederland                             | 6 – 1                                          | Vriendschappelijk                              | 0                                              |
| 19.                                            | 30 mei 1954                                    | Zwitserland – Nederland                        | 3 – 1                                          | Vriendschappelijk                              | 0                                              |

## Erelijst
RCH
| Nationaal     |    |                 |
| Eerste klasse | 2x | 1952/53 1955/56 |